# Graphipterus stagonopsis
Graphipterus stagonopsis es una especie de escarabajo del género Graphipterus, familia Carabidae, orden Coleoptera. Fue descrita científicamente por Renan y Assmann en 2018.

## Descripción
El macho mide 17,2-20,1 milímetros de longitud y la hembra 18,4-19,8 milímetros.

## Distribución
Se distribuye por Argelia.